# NGC 7330
NGC 7330 في الفهرس العام الجديد، هي مجرة، تقع في كوكبة العظاءة. اكتشفت في 26 يوليو 1870 بواسطة إدوارد ستيفان.

## روابط خارجية
- NGC 7330 على موقع ويكي سكاي: DSS2, SDSS, GALEX, IRAS, Hydrogen α, X-Ray, Astrophoto, Sky Map, Articles and images